# Si me quieres escribir

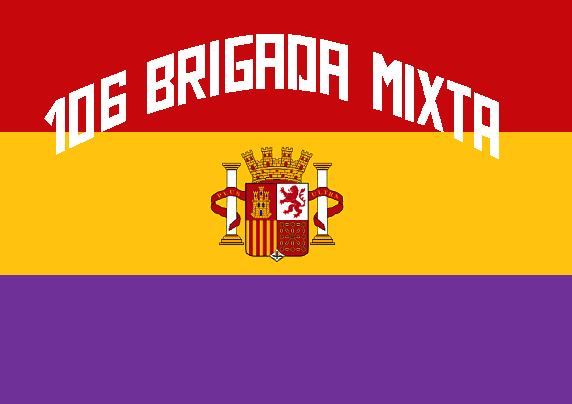
Fahne einer Brigada Mixta der Spanischen Republik

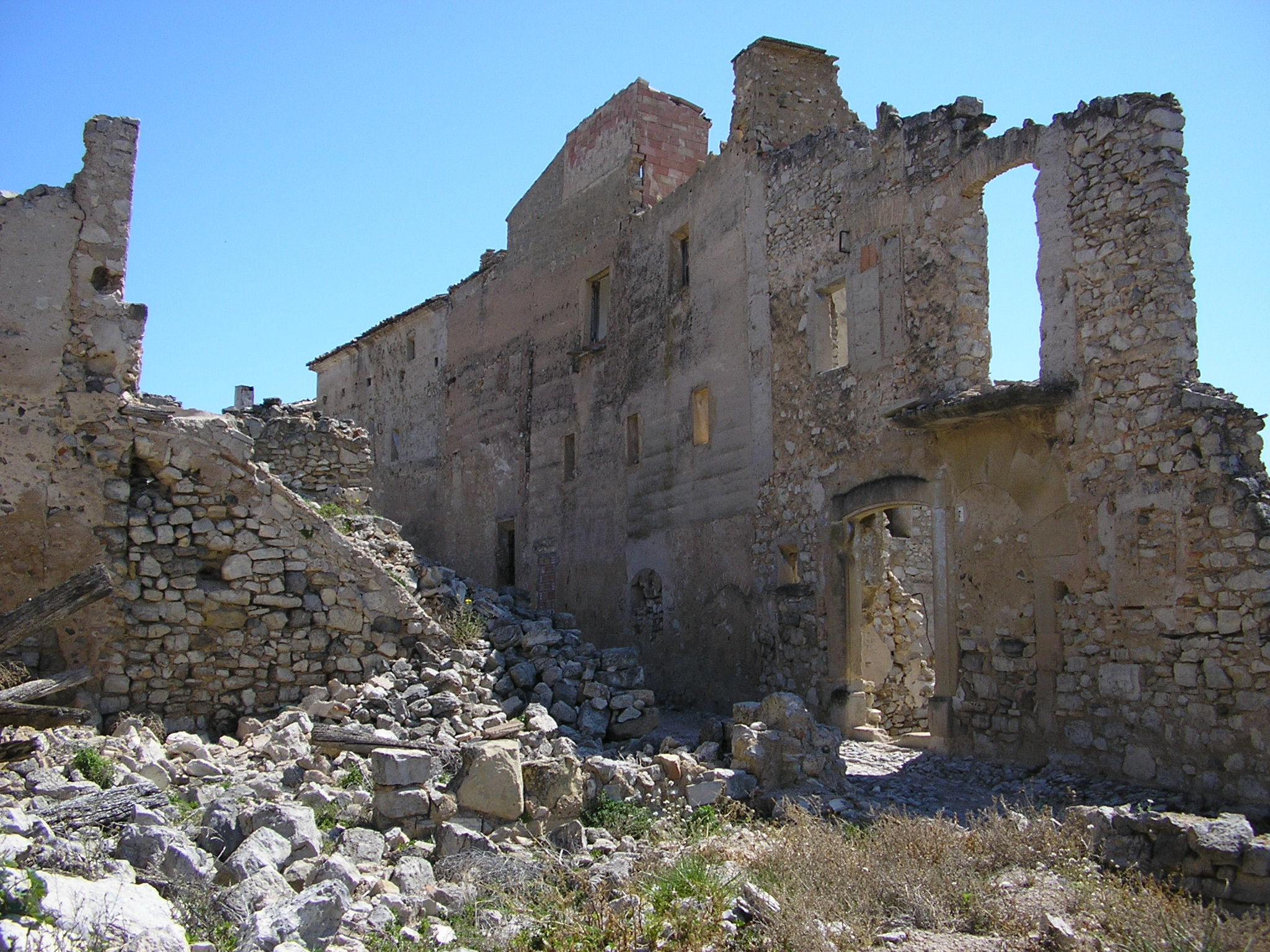
Während der Ebroschlacht zerstörtes Gebäude

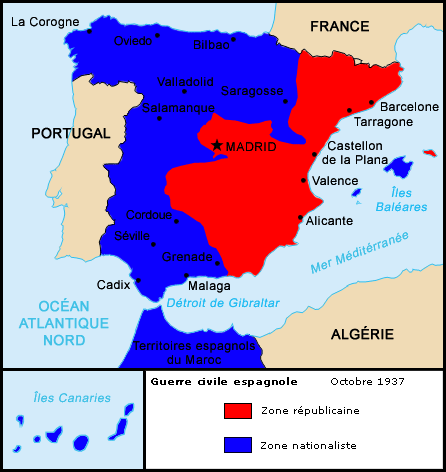
Terrains von republikanischer und nationalistischer Seite im Oktober 1938

Si me quieres escribir (deutsch: Wenn du mir schreiben willst), bekannt auch unter den Titeln Ya sabes mi paradero und El frente de Gandesa, ist ein republikanisches Volks- und Mobilisierungslied aus der Zeit des Spanischen Bürgerkriegs. Als bekanntes Musikstück der Periode wurde es von einer Reihe Interpreten neu eingespielt und gecovert. Eine der bekanntesten Versionen stammt von Pete Seeger und den Weavers. Im Film-Kontext zum Zug kam das Thema darüber hinaus in Ken Loachs Bürgerkriegsdrama Land and Freedom aus dem Jahr 1995.

## Geschichte
Die Melodie von Si me quieres escribir geht zurück auf ein Lied spanischer Militäreinheiten während des Rif-Kriegs in Nordmarokko in den 1920er-Jahren. Der musikalische Aufbau ist einfach gehalten und orientiert sich am – gemeinsamen, eventuell durch ein Begleitinstrument unterlegten – Singen. Das Tempo ist schnell, Tonfall, der schnelle Rhythmus sowie die dazugehörige Melodie erzeugen eine melodramatische Stimmung. Die Zeilen der einzelnen Strophen sind kurz. Die Strophen gehen relativ bruchlos in den Refrain über, welcher die Dramatik nochmal steigert und gleichzeitig die jeweilige Strophe zum Abschluss bringt.
Der Text wandelte sich abhängig vom Einsatzort sowie beteiligten Einheiten. Während des Spanischen Bürgerkriegs war das Lied vor allem auf republikanischer Seite sehr populär. Obwohl bereits 1936 im Zug der Verteidigung von Madrid textlich angepasste Versionen des Liedes kursierten, lehnt sich die heute bekannte Version, ähnlich wie das etwa zeitgleich entstandene Lied Ay Carmela!, eng an den Verlauf der Ebroschlacht im Sommer und Herbst 1938 an – der letzten und zeitweilig erfolgreichen Offensive der republikanischen Seite. Anders als in vielen bekannten Songs aus dem Spanischen Bürgerkrieg steht in Si me quieres escribir nicht der Einsatz der Internationalen Brigaden im Mittelpunkt. Thematisiert wird vielmehr der einer Formation des Spanischen Territorialheeres: der 3. Brigada Mixta – einer jener Verbände, welche im Zug der Integration der zuvor eigenständig agierenden Partei- und Gewerkschafts-Milizen sowie der Polizeieinheiten von Guardia Civil und Guardia de Asalto in die offiziellen Gesamtstreitkräfte geschaffen worden war.
Als eine der wenigen Formationen, in denen auch Frauen dienten, war die 3. Brigada Mixta an allen wesentlichen Schlachten des Bürgerkriegs beteiligt mit Ausnahme der Jarama-Schlacht – so auch der Ebro-Offensive, in der sie, neben Verbänden der Internationalen Brigaden und weiteren Einheiten der Republik, eine tragende Rolle einnahm. Der Liedtext rückt die militärischen Erfolge der Offensive explizit in den Mittelpunkt. Nach der suggestiv gestellten Eingangsfrage „Wenn du mir schreiben willst“ gibt der Erzähler/Sänger den Zielort an: Er befinde sich bei der 3. Brigada Mixta, welche dabei ist, über den Ebro vorzustoßen und bei der er sich in der vordersten Feuerlinie befinde. Der weitere Text besteht aus Situationsaufzählungen, in welchen der Sänger unter anderem hervorkehrt, dass die Einheit auch vor feindlichem Artilleriebeschuss sowie Luftangriffen der Legion Condor nicht zurückweicht. Eine andere Passage hebt die Künste der republikanischen Brückenbau-Einheiten hervor, die mit dazu beitrugen, den Vorstoss entlang des Flusses zu sichern. Eine weitere Liedstrophe widmet sich den Moros – großteils aus Marokkanern bestehenden Stoßverbänden der Nationalisten, welche aufgrund ihrer Kampfestechniken und ihrer Grausamkeit auf republikanischer Seite besonders gefürchtet waren.
Auch sonst ist der Text weder auf Konfliktanalyse noch auf herausragende poetische Leistungen abgestellt. Als Frontlied beziehungsweise situationsabhängiger Topic Song dient er vor allem dazu, den Durchhaltewillen sowie die Siegeszuversicht der republikanischen Seite hervorzukehren. Wie auch von anderen Bürgerkriegsliedern, die mündlich überliefert und von Fall zu Fall der Situation angepasst wurden, gibt es von Si me quieres escribir voneinander abweichende Textfassungen. Neben dem Titel Ya sabes mi paradero, der textlich weitgehend gleich ist, gibt es noch die Variante El frente de Gandesa, bei der nicht spanische Einheiten im Mittelpunkt stehen, sondern Verbände der Internationalen Brigaden beim Frontabschnitt nahe der Stadt Gandesa.

## Interpretationen und Cover-Versionen
Wie bei Liedern jener Zeit üblich erfolgte die Verbreitung hauptsächlich über Liedsammlungen (sogenannte Cancioneros). Im Zug der Erinnerungskultur zum Spanischen Bürgerkrieg erlangte Si me quieres escribir auch international Bekanntheit. Eine der bekanntesten Aufnahmen spielten Ende der 1940er-Jahre die US-amerikanische Folk-Formation The Weavers ein. Pete Seeger, Mitbegründer der Weavers und eine Ikone der amerikanischen Folk Music, nahm den Song als festen Bestandteil mit in sein Repertoire auf. In unterschiedlichen Varianten (mit den Weavers, den Almanac Singers sowie solo) findet er sich auf mehreren Alben sowie Kompilationen, die Seegers Werk dokumentieren.
Insgesamt dürfte die Anzahl der Tonträger- und Audiofile-Aufnahmen des Stücks derzeit (2018) im zwei- bis dreistelligen Bereich liegen. Apples iTunes Music Store hatte im September 2018 rund drei Dutzend Versionen im Angebot. Neben – begleiteten und unbegleiteten – Chor-Versionen, unter anderem von Coro Popular Jabalón, Voces del Pueblo, Coro Militares Anónymos sowie dem Banda y Coro República Histórica gibt es Orchester-basierte Versionen (Rodolfo Halffter, Pascal Gaigne), stark auf den klassischen Lied-Charakter fokussierende Versionen (Marina Rossell, Queztal, Rolando Alarcón, Oscar Chávez, Gerard Jacquet, Christine Kydd, El Violinista del Amor, Barbez & Velina Brown, Brossa Quartet de Corda und andere), Jazzeinspielungen wie etwa die von Antonio Bravo & Germán Díaz, Punk-Versionen wie die der spanischen Punk-Band Canallas sowie auf angelsächsischem Folk basierende wie die (teilweise gälisch beziehungsweise englisch gesungene) Version der Formation Limetiers. Als Filmmusik-Thema war Si me quieres escribir darüber hinaus auch in Ken Loachs Bürgerkriegsdrama Land and Freedom aus dem Jahr 1995.
Mit vertreten ist Si me quieres escribir auf einer Reihe Kompilationen zum Spanischen Bürgerkrieg – unter anderem auf:
- Canciones de la Resistencia de la Guerra Civil Epañola (Rolando Alarcón, 1964, Ayva)
- ¡No Pasaran! Canciones de Guerra Contra el Fascismo (Joaquin Diaz; Los Emboscados; 1997, Horus)
- Spanisch Civil War – Songs of the International Brigades in the Spanish Republic (1999; Classical Records)
- Spain in my Heart (Queztal; 2003, Appleseed)
- Songs of the Spanish Civil War (2014; Smithsonian Folkways)

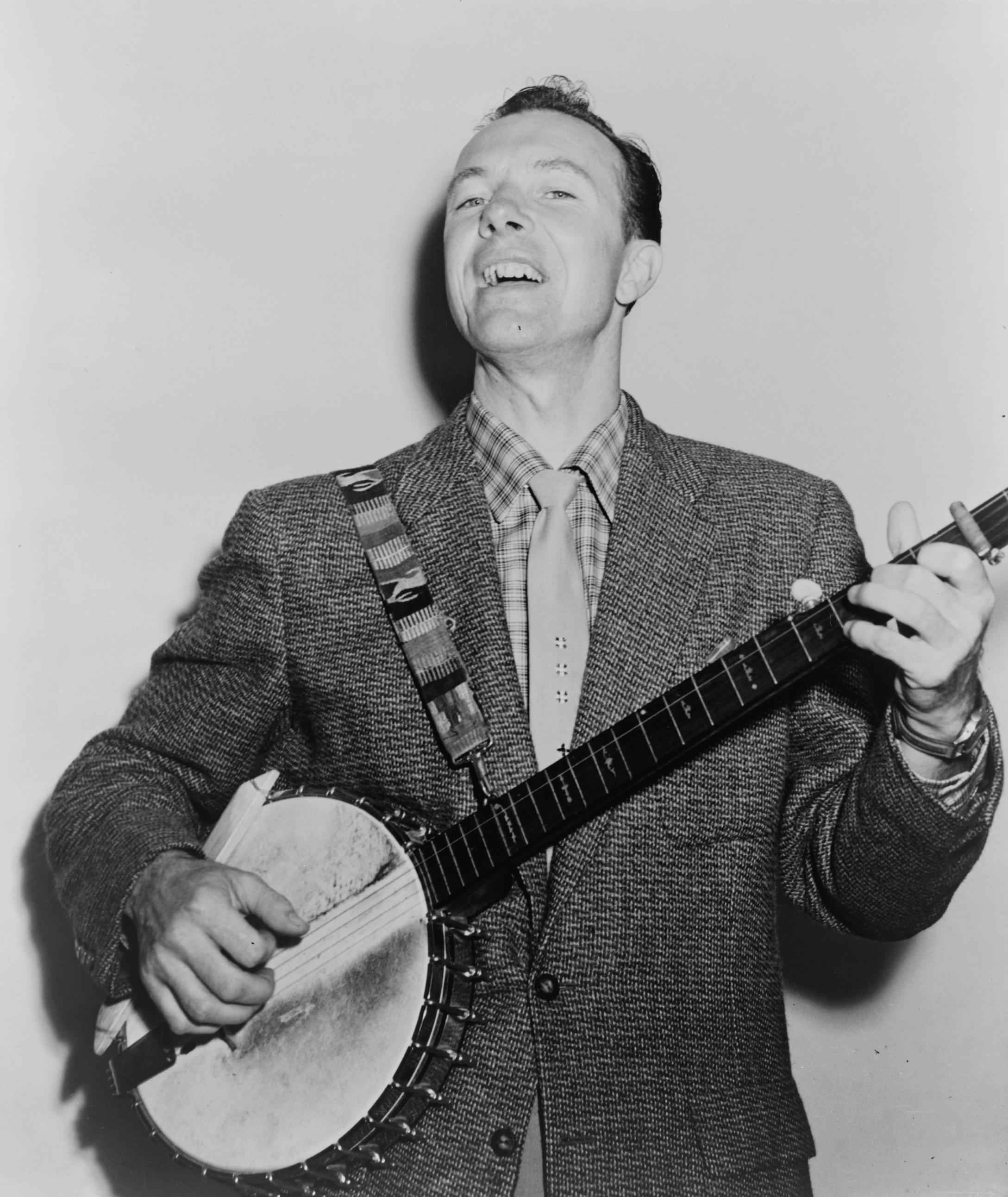
Pete Seeger (1955)
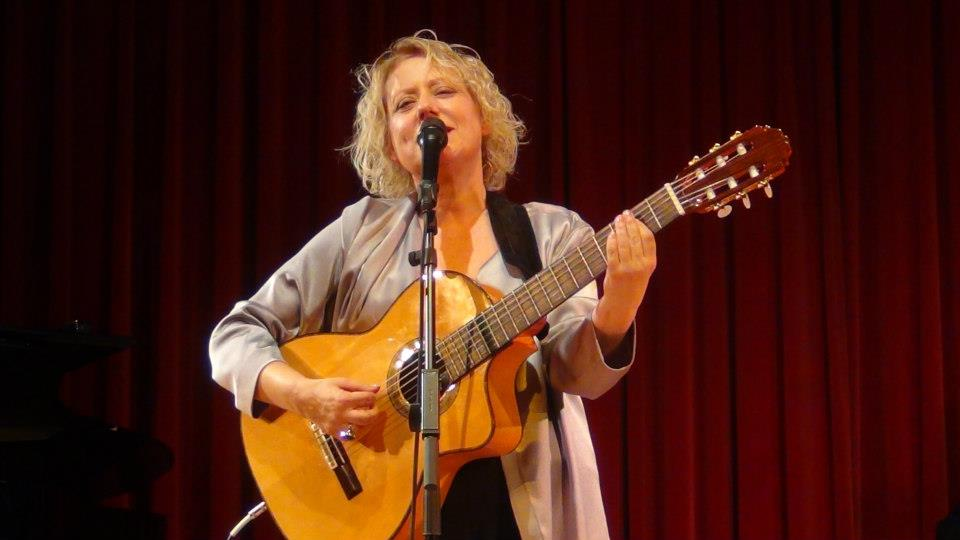
Marina Rossell (2013)
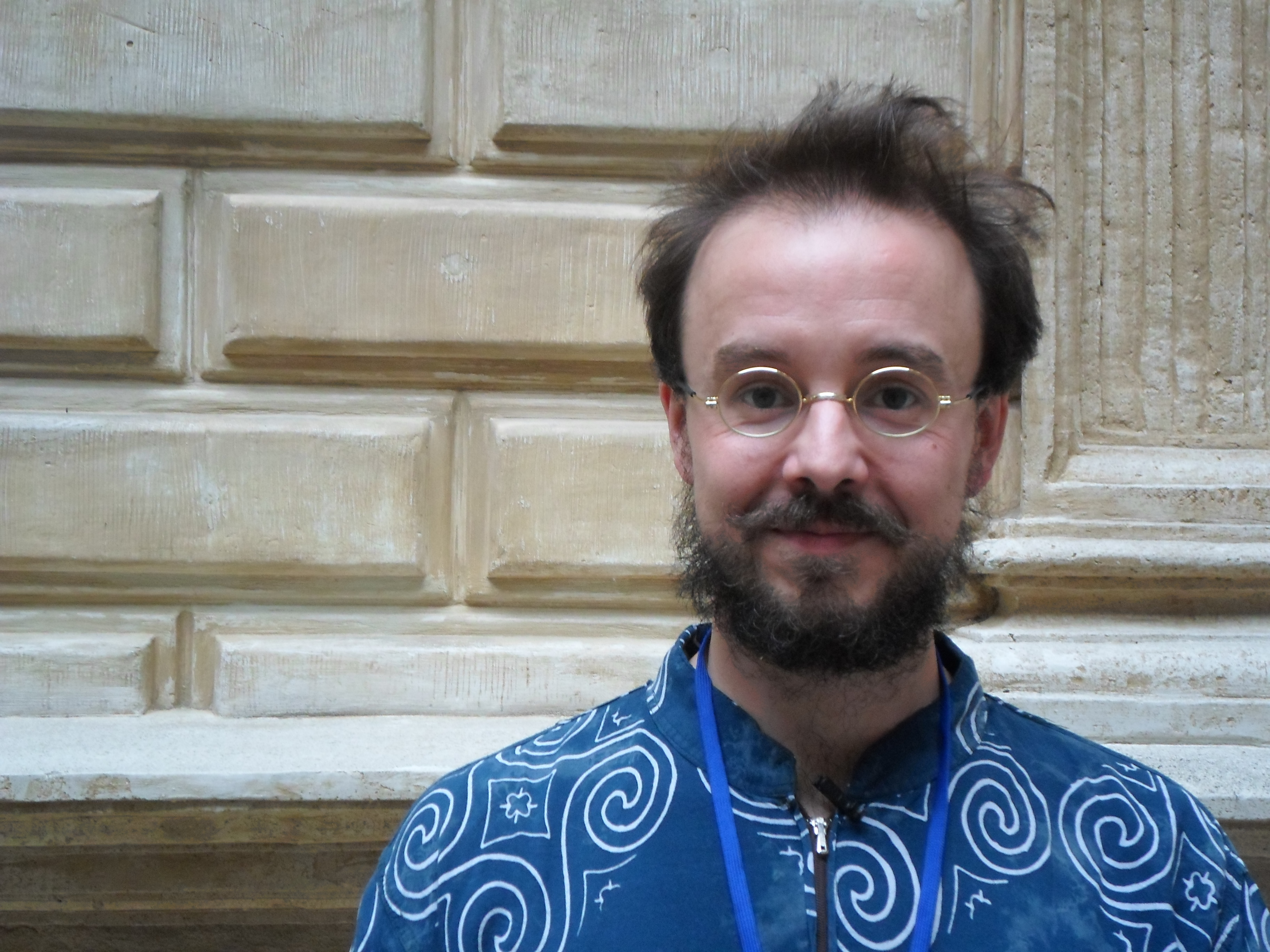
Germán Díaz (2015)
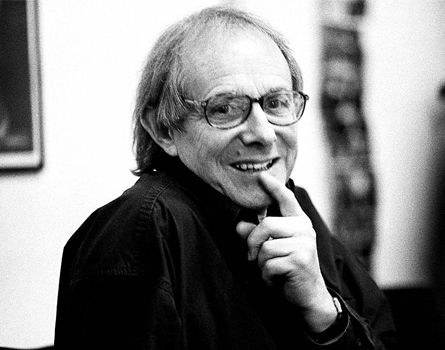
Ken Loach